# Yossef Bodansky
Yossef Bodansky (sinh tại Israel) là một nhà khoa học chính trị người Mỹ gốc Israel từng giữ chức Giám đốc Ủy ban đặc nhiệm chống khủng bố và chiến tranh phi quy ước của Quốc hội thuộc Hạ viện Mỹ từ năm 1988 đến năm 2004. Ông còn là Giám đốc nghiên cứu của Hiệp hội Nghiên cứu Chiến lược Quốc tế và là học giả thỉnh giảng tại Nhóm Nghiên cứu Quốc tế cao cấp Trường Paul H. Nitze của Đại học Johns Hopkins (SAIS). Trong những năm 1980, ông đóng vai trò là cố vấn cấp cao của Bộ Quốc phòng và Bộ Ngoại giao.
Công việc của Ủy ban đặc nhiệm của Quốc hội (được thành lập vào năm 1981) gồm bộ phận xuất bản những gì mà họ mô tả là "sự thật thiết yếu" bởi "những cuộc viếng thăm được lặp đi lặp lại đến các khu vực mà họ đang nghiên cứu và [phát triển] những mối quan hệ đối diện bằng các nguồn tư liệu của mình" và tham gia tích cực trong việc hỗ trợ cho họ. Theo một tập tài liệu gồm các bản báo cáo của Ủy ban đặc nhiệm được xuất bản vào năm 2007, "Thành viên Ủy ban đặc nhiệm đã tới Afghanistan và cưỡi ngựa cùng với nhóm chiến binh thánh chiến mujahideen khi họ chiến đấu chống lại Liên Xô. Họ đã giúp đỡ các chiến binh bảo vệ kho vũ khí và viện trợ nhân đạo cần thiết và sơ tán những người bị thương nặng." Ủy ban đặc nhiệm còn góp phần vào hoạt động lập pháp có liên quan, bao gồm cả tác giả "những phần quan trọng của Đạo luật An ninh Ngoại giao và Chống khủng bố" (1986), cho phép FBI điều tra bên ngoài nước Mỹ. Các báo cáo của Ủy ban đặc nhiệm thường không tiết lộ nguồn gốc trong những bản báo cáo công khai, và các bản tham khảo đầy đủ các báo cáo của họ chỉ được phát hành riêng cho Chủ tịch Ủy ban đặc nhiệm, và ngay cả các thành viên ủy ban khác cũng không được tiếp cận các bản báo cáo này.
Bodansky còn là một biên tập viên cấp cao cho nhóm ấn phẩm Defense and Foreign Affairs và là người đóng góp cho bộ bách khoa toàn thư International Military and Defense Encyclopedia và cho Hội đồng tư vấn của Hội nghị thượng đỉnh Cơ quan tình báo. Nhiều bài viết của Bodansky đã được công bố trong các báo Global Affairs, Jane's Defense Weekly, Defense and Foreign Affairs: Strategic Policy và các tờ báo xuất bản định kỳ khác. Đồng thời là Giám đốc Hội thảo Toàn cầu nước Mỹ (Quỹ Hội thảo Toàn cầu), và là giám đốc liên quan đến Hiệp hội Praha, một tổ chức phi chính phủ kết nối doanh nghiệp giữa chính phủ và khu vực tư nhân.

## Tác phẩm
Sách
- Target America: Terrorism in the U.S. (1993, Shapolsky Publishers Inc.).
- Crisis in Korea (1994, Shapolsky Publishers Inc.).
- Terror: The Inside Story of The Terrorist Conspiracy in America (1994, Shapolsky Publishers Inc.).
- Offensive in the Balkans: The Potential for a Wider War as a Result of Foreign Intervention in Bosnia-Herzegovina (1995, International Media Corp./ISSA). (Online version)
- Some Call It Peace: Waiting for War In the Balkans (1996, International Media Corp./ISSA). (Online version)
- Bin Laden: The Man Who Declared War on America (1999, 2001, Random House).

Những xung đột bất tận, Lưu Văn Hy dịch, Nhà xuất bản Văn hóa Thông tin (2006).
- Islamic Anti-Semitism as a Political Instrument (1999, 2000, ACPR Publications and Tammuz Publishers).
- The High Cost of Peace: How Washington's Middle East Policy Left America Vulnerable to Terrorism (2002, Random House).
- The Secret History of the Iraq War (2004, HarperCollins).
- Chechen Jihad: Al Qaeda's Training Ground and the Next Wave of Terror (2007, HarperCollins).

Bài viết và bình luận
- "Jerusalem in Context," Freeman Center for Strategic Studies Broadcast, ngày 7 tháng 6 năm 1995; print copy ngày 12 tháng 6 năm 1995 (found archived on internet).
- "The Rise Of The Trans-Asian Axis: Is It The Basis Of New Confrontation?" kimsoft.com, 1997.
- "Expediting the Return of Salah Al-Din," JINSA Online, ngày 1 tháng 6 năm 1998.